# Tasso (Bénin)
Pour les articles homonymes, voir Tasso (homonymie).
Ne doit pas être confondu avec Tasso.
Tasso est l'un des sept arrondissements de la commune de Nikki dans le département du Borgou au Bénin.

## Géographie
L'arrondissement de Tasso est situé au nord-est du Bénin et compte 7 villages que sont Chein, Dema, Gbabire, Gore, Kpebourabou, Tanakpe et Tasso.

## Démographie
Selon le recensement de la population de 2013 conduit par l'Institut national de la statistique et de l'analyse économique (INSAE), Tasso compte 17 883 habitants.